# Ipomoea praecana
Ipomoea praecana ist eine Pflanzenart aus der Gattung der Prunkwinden (Ipomoea) aus der Familie der Windengewächse (Convolvulaceae). Die Art ist in Amerika verbreitet.

## Beschreibung
Ipomoea praecana ist eine kräftige, verholzende Kletterpflanze. Ihre Stängel sind dick und dicht-filzig weißlich behaart. Die Laubblätter sind kurz gestielt, die Blattspreiten sind nahezu kreisförmig bis breit eiförmig und haben eine Länge von 7 bis 20 cm. An der Spitze sind sie abgerundet bis spitz, die Basis ist schwach herzförmig. Beide Blattflächen sind dicht-filzig weißlich behaart.
Die Blütenstände bestehen aus drei bis fünf Blüten, die Blütenstandsstiele sind gleich lang oder kürzer als die Blattstiele. Die Blütenstiele haben eine Länge von 5 bis 10 cm. Die Kelchblätter sind 18 bis 25 mm lang, elliptisch oder oval, abgestumpft und auf der Außenseite dicht-filzig weißlich behaart; die Innenseite ist nahezu unbehaart. Die Krone ist weiß gefärbt, 6 bis 13 cm lang und außen spärlich bis dicht-filzig weiß behaart. Der Kronsaum hat eine Breite von 6 bis 10 cm.

## Verbreitung
Die Art ist im Süden Mexikos, in Guatemala, Honduras und Nicaragua verbreitet. Sie wächst dort in trockenen Dickichten und Wäldern in Höhenlagen zwischen 300 und 700 m.